# モンガラカワハギ科
モンガラカワハギ科（学名：Balistidae）は、フグ目に所属する魚類の分類群の一つ。少なくとも11属を含み、モンガラカワハギ・タスキモンガラなどサンゴ礁に生息する熱帯魚を中心に約40種が記載される。

## 分布・生態
モンガラカワハギ科の魚類はすべて海水魚で、太平洋・インド洋・大西洋など世界中の温暖な海に広く分布する。ほとんどの種類は沿岸の浅い海で生活し、サンゴ礁域では特に一般的なグループである。鮮やかな色彩をもつ仲間が多く、観賞魚として水族館で飼育されるほか、一部の種類は食用にもなる。
通常は第2背鰭と臀鰭を波打たせるようにしてゆっくりと遊泳するが、捕食・回避行動時には尾部を使って素早く突進する。一般に昼行性で、硬い殻をもつ貝類や棘皮動物などを含めたさまざまな無脊椎動物を捕食する。本科魚類の歯の形状は獲物をかじりとるよりも噛み砕くことに適応しているものの、ナメモンガラ属など藻類や動物プランクトンを主に食べるグループも存在する。

### 繁殖行動
モンガラカワハギ科の魚類の多くは卵を保護する習性をもつ。砂地の海底にすり鉢状の巣を作り、1回の繁殖でおよそ10万個の沈性卵を産む。1日ほどで孵化するまでの間、親魚（雌雄の役割分担は種によって異なる）は巣を外敵から守るとともに、卵に新鮮な海水を送り込むなどの世話をする。この時期の親魚は非常に攻撃的で、近づいた人間も襲われて怪我をすることがある。
同じモンガラカワハギ上科に属するカワハギ科も、本科とよく似た繁殖行動をとることが知られている。モンガラカワハギの仲間と比べ、カワハギ類は産卵数が少なく（約2万個）、孵化までの時間も長い（2日以上）など、沈性卵を産む魚類としての特化・多様化が進んでいる。モンガラカワハギ科における産卵数の多さと孵化の早さという特徴は、より原始的なグループであるギマ科（浮性卵）から派生したものとみられ、形態学的な系統関係が繁殖様式の進化をも反映しているものと考えられている。

## 形態
モンガラカワハギ科の仲間は左右に平たく著しく側扁し、一般に体高は高く卵型となる。モンガラカワハギ上科に共通する特徴として、上顎を突き出すことはできないが、左右の眼球を別々に回転させることができる。両側の前上顎骨にはそれぞれ外側に4枚、内側に3枚の歯を備え、近縁のカワハギ科よりも多い。
背鰭の棘条は3本で、2本しかもたないカワハギ科との明瞭な鑑別点となる。背鰭の第1棘条を立てた状態で固定することができ、第2棘条の固定・解除と機械的に連動している。このメカニズムが銃の引き金の構造と類似していることが、本科魚類の英名「triggerfish」の由来となっている。
腹鰭を支える左右の腰骨は癒合し、一本の棒のようになっている。腰骨の後端は11枚の特殊な鱗（鞘状鱗）に覆われる。すべての軟条は分枝し、尾鰭の主鰭条は12本。鱗は板状で、非常に硬い。椎骨は18個。

## 分類
モンガラカワハギ科にはNelson（2016）の体系において11属42種が認められている。かつてはカワハギ類と並んで亜科として扱われていたが、現在ではそれぞれが独立の科として分類されている。本稿では、FishBaseに記載される12属42種についてリストする。
- アカモンガラ属 Odonus
  - アカモンガラ Odonus niger
- アミモンガラ属 Canthidermis

イソモンガラ Pseudobalistes fuscus （キヘリモンガラ属）。幼魚は鮮やかな黄色の体色をもつ

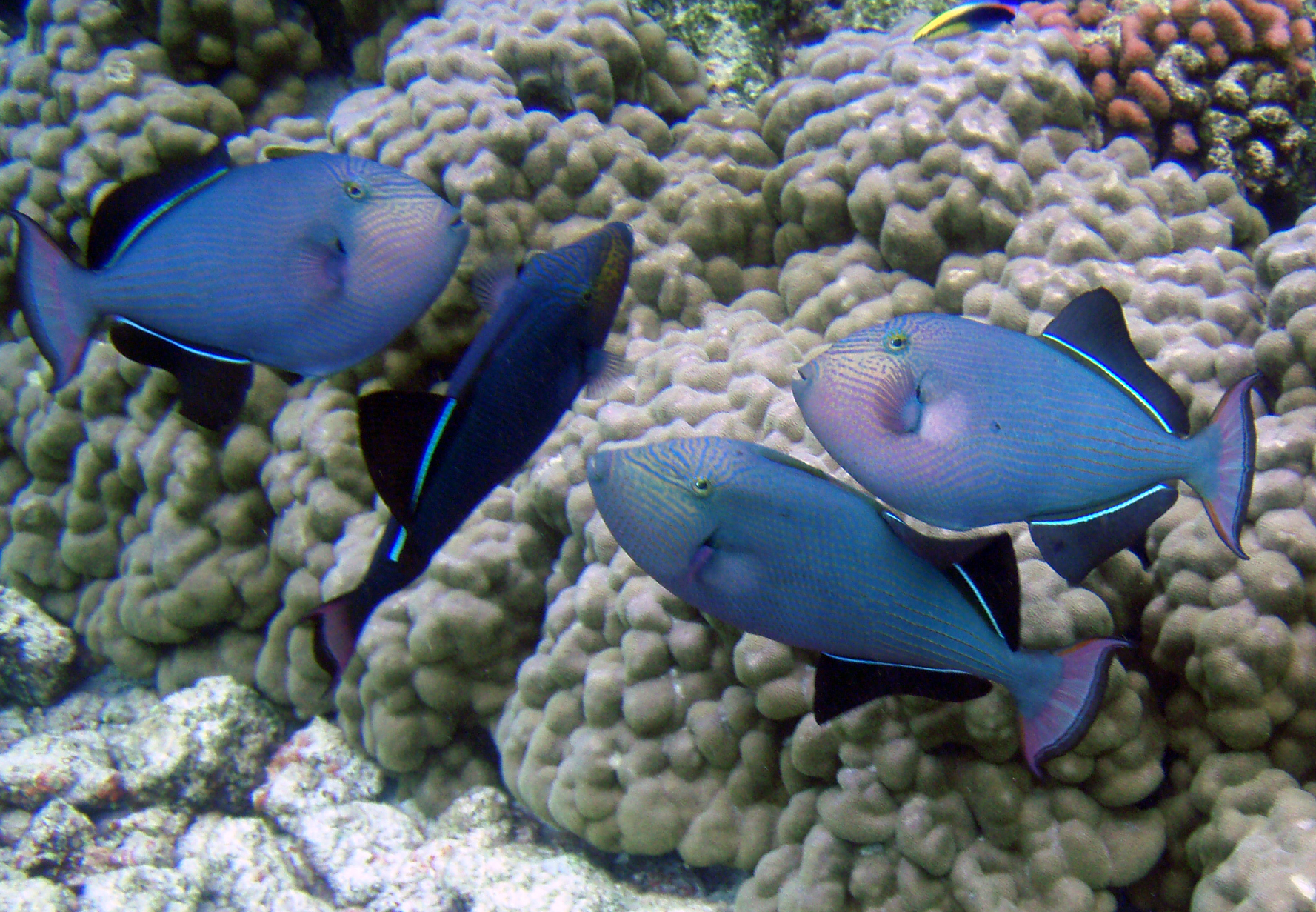
ソロイモンガラ Melichthys niger （ソロイモンガラ属）。背鰭と臀鰭の基底にある白いラインが特徴

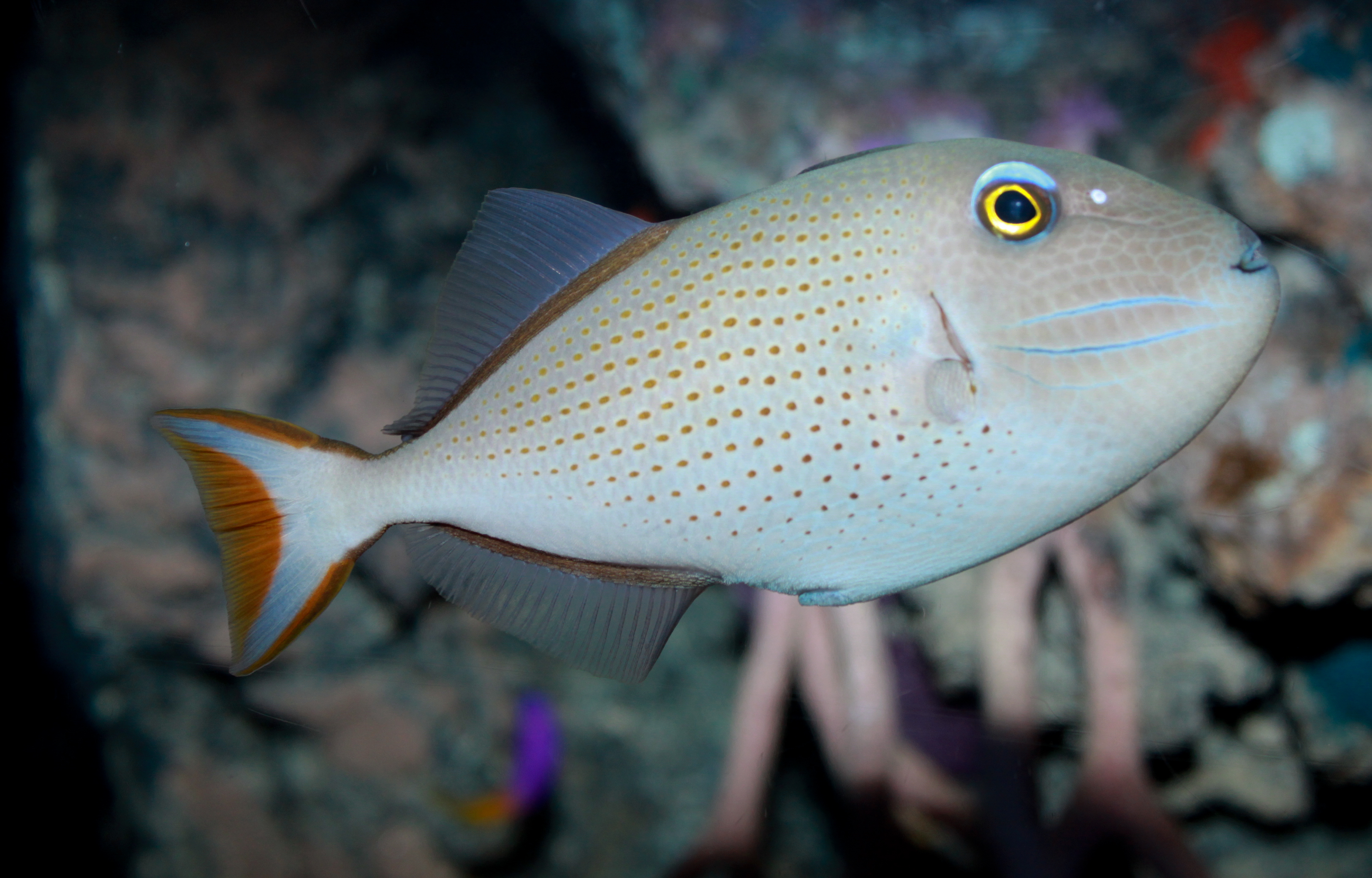
ナメモンガラ属の1種（Xanthichthys ringens）。本属には動物プランクトンを主食にする種類が多い

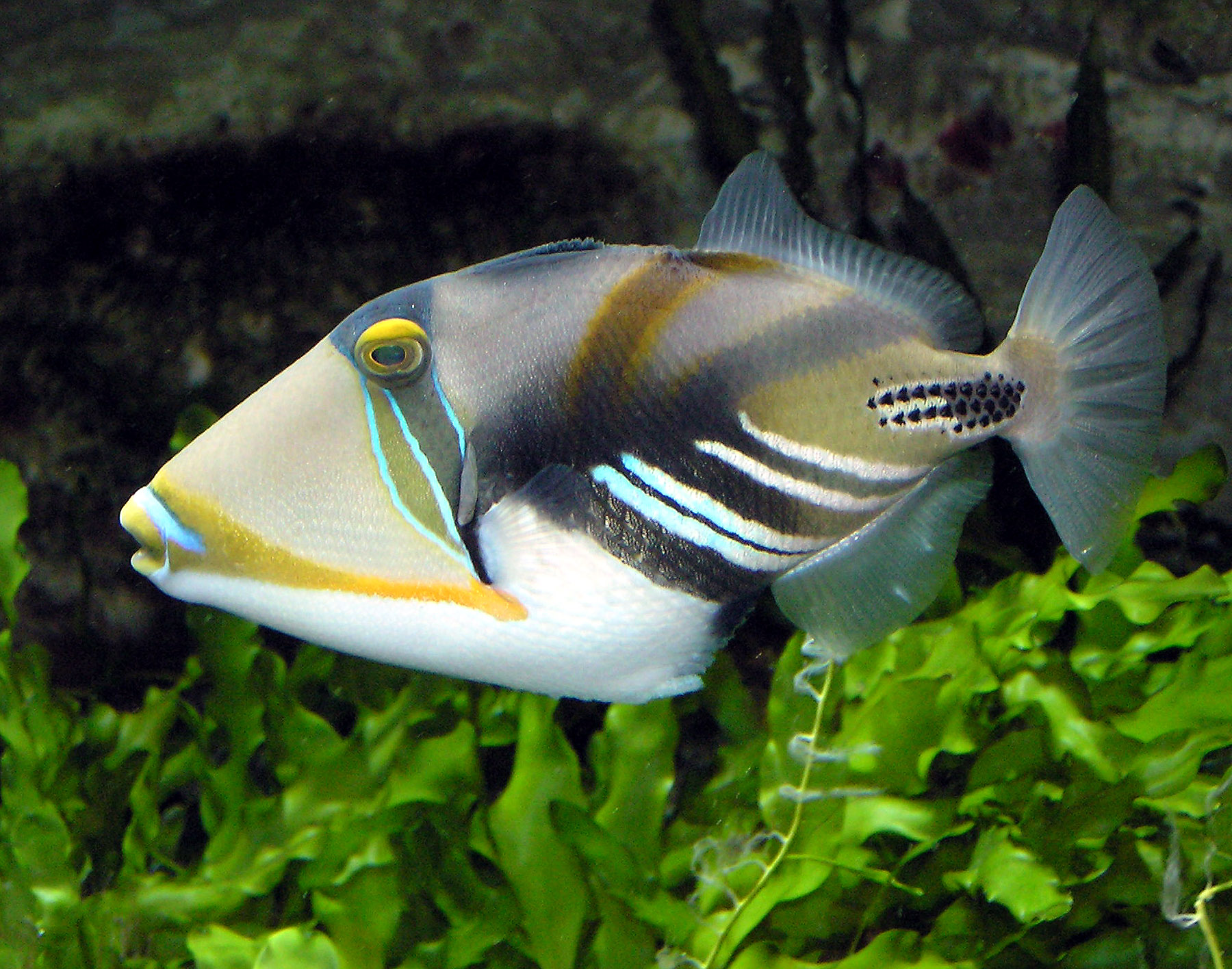
ムラサメモンガラ Rhinecanthus aculeatus （ムラサメモンガラ属）。美しい色彩で知られる種類で、本州の太平洋岸で普通に観察される

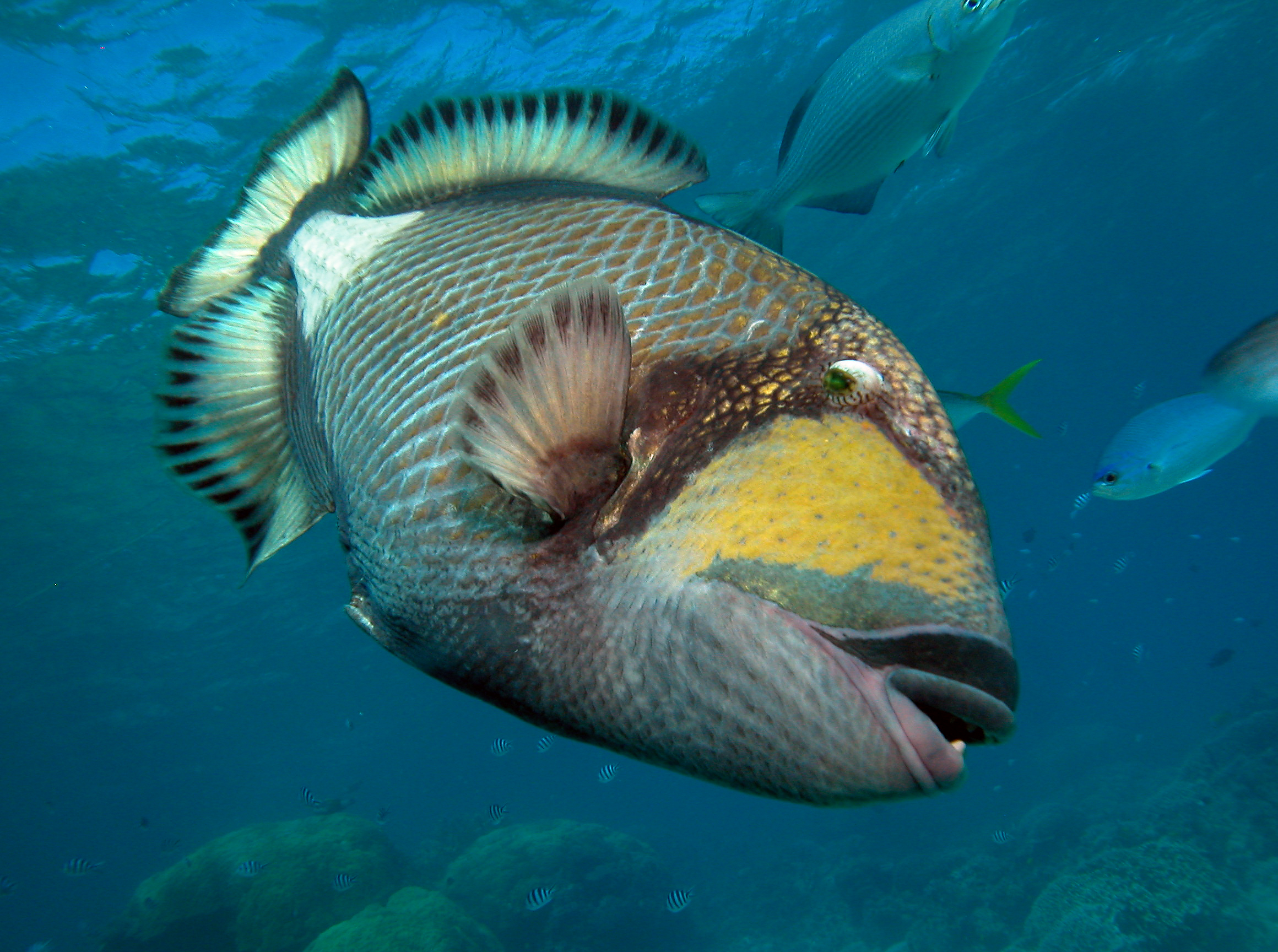
ゴマモンガラ Balistoides viridescens （モンガラカワハギ属）。全長60cmと本科の中では大型の種類で、卵を守る親は非常に攻撃性が高い

  - アミモンガラ Canthidermis maculata
  - ボウズモンガラ Canthidermis macrolepis
  - Canthidermis sufflamen
- オキハギ属 Abalistes
  - イトヒキオキハギ[8] Abalistes filamentosus
  - オキハギ Abalistes stellatus
  - Abalistes stellaris
- キヘリモンガラ属 Pseudobalistes[9]
  - イソモンガラ Pseudobalistes fuscus
  - キヘリモンガラ Pseudobalistes flavimarginatus
  - Pseudobalistes naufragium
- クマドリ属 Balistapus
  - クマドリ Balistapus undulatus
- ソロイモンガラ属 Melichthys
  - クロモンガラ Melichthys vidua
  - ソロイモンガラ Melichthys niger
  - Melichthys indicus
- ナメモンガラ属 Xanthichthys
  - アオスジモンガラ Xanthichthys caeruleolineatus
  - スジナメモンガラ Xanthichthys lineopunctatus
  - ナメモンガラ Xanthichthys mento
  - ホシモンガラ Xanthichthys auromarginatus
  - Xanthichthys lima
  - Xanthichthys ringens
- ムラサメモンガラ属 Rhinecanthus
  - クラカケモンガラ Rhinecanthus verrucosus
  - ソコモンガラ[10] Rhinecanthus abyssus
  - タスキモンガラ Rhinecanthus rectangulus 
  - ムラサメモンガラ Rhinecanthus aculeatus
  - Rhinecanthus assasi
  - Rhinecanthus cinereus
  - Rhinecanthus lunula
- メガネハギ属 Sufflamen
  - ツマジロモンガラ Sufflamen chrysopterum
  - ムスメハギ Sufflamen bursa
  - メガネハギ Sufflamen fraenatum
  - Sufflamen albicaudatum
  - Sufflamen verres
- モンガラカワハギ属 Balistoides
  - ゴマモンガラ Balistoides viridescens
  - モンガラカワハギ Balistoides conspicillum
- ケショウモンガラ属[11] Balistes
  - ネズミモンガラ Balistes capriscus
  - Balistes ellioti
  - Balistes polylepis
  - Balistes punctatus
  - Balistes rotundatus
  - ケショウモンガラ Balistes vetula
  - Balistes willughbeii
- ツバサモンガラ属 Xenobalistes
  - ツバサモンガラ Xenobalistes tumidipectoris[12]
  - Xenobalistes punctatus[12]